# نهاية الرجال
هو كتاب للصحفية والمحررة (هانا روزين ‏) قائم على قصتها التي حملت نفس الاسم، والتي صدرت في (ذا اتلانتيك) سنة 2010 وقد تم نشره بواسطة (ريفرهيد بوكس ‏) عام 2012. في الكتاب، (روسين) والتي تناقش فيه وصول المجتمع الابوي لنهايته. وتكتب عن هيمنة النساء في المدارس وأماكن العمل في الولايات المتحده

## نظرة عامة
كتاب (روزين) تم نشره في عام 2012 بواسطة (ريفرهيد بوكس). في الكتاب، تضع (روزين) نظرية توضح كيف فاز النساء في الحرب الجندرية: عن طريق «فرض أنفسهمأمام الرجال بشكل حاسم بكل وسيلة ممكنة» وتستخدم (روزين) التحول في الاقتصاد الأمريكي كواحد من أهم مصادرها، بل وأيضا تعتمد (روزين) على زيادة معدل التخرج الجامعى للنساء، وزيادة فرص العمل المستقرة، زيادة تواجد النساء في مجالات يهيمن عليها الرجال كالسياسة وريادة الأعمال.
تحليل (روزين) في ما حدث من تحول في قواعد النوع في المجتمع الأمريكي يؤدي إلى سؤال حول صلاحية هذا التحول. وصرحت (روزين) أن النساء يجدن أنفسهن في راحة قدرة على العمل في القواعد الجديدة، بل تدعى أيضًا أن حضور النساء هو مفتاح التحول في ثقافة أماكن العمل؛ حيث أن وجودهن هناك أصبح أكثر استقرارًا وانتشارا.

## التقييم
كتب (تارول ترافيس) في صحيفة «وول ستريت ان»: أن (روزين) تتجنب عادة الصحافة في الحوارات التي تجذب الأضواء مع افراد مختارين ليدعموا نظريات الكاتب، وهى ممراسة تعلم (روزين) جيدا أنها تقود للفهم الخاطيء. وبدل ذلك، نقاشها دائما يعتمد على مادة الحوار، والعلم»
(انالي نويتز) من «الآن بي ار» تصف الكتاب بأنه «مزيج محبط بين الرؤية الصادمة والطرفة الفكاهية غير المقنعة». ولكن أيضا الكتاب استطاع أن يسجل التحول الثقافي، والذي هو في طور الحدوث الآن، والذي تعتبر تسجيله مهمة صعبة.
كتبت (جينيفر هومانز) في «النيويورك تايمز» واقترحت أن كتاب سقوط الرجال يقلل من شأن مشكلات هامة لا زالت تواجه النساء، و (روزين) دائمة الذكر للأفكار النمطية حول كيف يكون الأمر حين تكونين امرأة مثل: امتلاك المرأة قدرة أكبر من الرجال على «الثبوت والتركيز».